# Rog Christian
Roger Allen Christian, detto Rog (Warroad, 1º dicembre 1935 – Grand Forks, 9 novembre 2011), è stato un hockeista su ghiaccio statunitense.

## Palmarès

### Olimpiadi invernali
- Oro a Squaw Valley 1960.